# Atentado en la Catedral de Sveta-Nedelya
El atentado de la Catedral de Sveta-Nedelya de Sofía es el acto terrorista más mortífero acaecido en la historia de Bulgaria. Perpetrado el 16 de abril de 1925 por miembros del Partido Comunista Búlgaro (PCB), la acción tuvo lugar durante los funerales del general Konstantin Georgiev, que había sido asesinado dos días antes por los bolcheviques. Produciéndose mientras se desarrollaba la ceremonia, la cúpula principal de la Catedral explotó y al caer sobre la concurrencia provocó la muerte de 128 personas, entre ellas numerosos políticos y oficiales destacados del Ejército búlgaro.

## Las circunstancias
Tras el fracaso del golpe comunista de septiembre de 1923 como respuesta al Golpe de Estado militar en Bulgaria de 1923 y de la ilegalización del Partido Comunista (PCB) el 2 de abril de 1924 por el Tribunal Superior de Apelación, habiendo traído todo ello como resultado el arresto de numerosos activistas comunistas, el PCB se encontraba en una situación difícil. Pasando de 38.000 a 3.000 miembros, la existencia misma del partido se veía cada vez más amenazada. El Comité Central del PCB decidió entonces organizar un grupo de acción, formado por Yako Dorosiev, el capitán Ivan Minkov y Valko Chervenkov. La Organización Militar (OM) del PCB, gestionada por el comandante Kosta Yankov y el capitán Ivan Minkov, se organizó en pequeñas células terroristas que efectuaron atentados aislados. Sin embargo, eso no impidió que la Policía búlgara estuviese informada de sus actividades y lograse el desmantelamiento de la mayor parte de estos pequeños grupos de activistas.
En diciembre de 1924, el PCB reclutó a Petar Zadgorski, el campanero de la Catedral de Sveta-Nedelya. Dimitar Hadzhidimitrov y Dimitar Zlatarev, jefes de la sección armada de la OM, sugirieron entonces que se asesinase al jefe de la Policía, Vladimir Nachev, y que se utilizase su funeral como trampa. Esperaban, de este modo, eliminar a un buen número de altos funcionarios de la Policía, para así relajar la presión ejercida por las autoridades sobre el PCB. La idea fue bien acogida por Stanke Dimitrov, el secretario del Comité Central del partido, quien discutió al respecto con Georgi Dimitrov y Vasil Kolarov, los secretarios generales de la Komintern, a principios del año 1925. Sin embargo, estos últimos rechazaron la propuesta, pensando que un acto de este tipo debería ser precedido por un levantamiento a nivel nacional.
Durante este tiempo, el Gobierno búlgaro prosiguió con su persecución del Partido Comunista Búlgaro. El 10 de marzo de 1925, como consecuencia del asesinato del alto funcionario Valcho Ivanov el 12 de febrero anterior, se introdujo una enmienda en la Ley para la protección del Estado, enmienda que otorgaba a las autoridades una mayor libertad de actuación. El 26 de marzo, Yako Dorosiev, uno de los principales jefes de la OM, fue asesinado. Sintiéndose amenazados, los líderes del PCB y de la OM decidieron finalmente organizar su plan. No se ha podido demostrar que esta decisión haya recibido o no la aprobación o la ayuda de la Komintern.

## El atentado
La dirección de la OM encargó esta misión a la unidad de acción de Petar Abadzhiev, que era el mismo que había reclutado al campanero Petar Zadgorski. Con su ayuda, Abadzhiev y Asen Pavlov colocaron, a lo largo de dos semanas, 25 kilos de explosivos en el desván de la catedral de Sveta-Nedelya. Los explosivos se colocaron en un paquete, sobre una de las columnas de la cúpula principal, ubicada en la entrada sur del edificio. El sistema de detonación se encontraba provisto de una mecha con una longitud de 15 metros, lo que debía permitir a los terroristas la huida antes de producirse la explosión.
Sin embargo, se presentó un problema. El entierro de Vladimir Nachev se hallaba revestido con una protección tan extremadamente reforzada por parte de la Policía que la OM prefirió buscar otra víctima, para la que se realizaría en consecuencia una nueva ceremonia. Se decidieron por el viejo general Konstantin Georgiev, diputado de la mayoría gubernamental. El 14 de abril de 1925 a las 20h, Konstantin Georgiev fue asesinado por Atanas Todovichin, ante una iglesia de Sofía a la que se dirigía con su nieta.
El funeral del general Georgiev quedó fijado para dos días más tarde, el día de Jueves Santo. Para aumentar el número de víctimas, los organizadores del atentado enviaron falsas invitaciones a la ceremonia a varios oficiales en nombre de la asociación de oficiales de reserva. A las 7 de la mañana, Zadgorski condujo a Nikola Petrov al desván, en donde Petrov debía encender la mecha al recibir la señal de Zadgorski. El cortejo fúnebre entró en la catedral a las 15 horas. Presidía la ceremonia el obispo Stefan, quien posteriormente sería nombrado exarca de Bulgaria. El féretro se instaló inicialmente junto a la columna que debía hacer explosión, pero se adelantó ligeramente debido a la numerosa asistencia que concurría a la ceremonia.
De acuerdo con el plan de los terroristas, Zadgorski dio la señal de encender la mecha a Nikola Petrov, justo cuando los asistentes se reunían y daba inicio la ceremonia. Seguidamente, ambos abandonaron el edificio a las 15h 20’. La explosión destruyó la cúpula principal de la catedral, sepultando e hiriendo a numerosas personas que se hallaban en el interior del templo.

## Las víctimas
Hubo ciento veintiocho muertos como consecuencia del atentado, y se contaron cerca de quinientos heridos. Por azar, sobrevivieron todos los miembros del Gobierno de Bulgaria. El zar Boris III, por su parte, no estaba presente en la ceremonia; víctima a su vez de un atentado dos días antes en el puerto de Araba-Konak en las montañas de Stara planina, se encontraba en el funeral por las víctimas de su propio atentado: su guardamontes y el director auxiliar del Museo de Historia Natural.
Entre las víctimas rescatadas de los escombros de la catedral, se encontraban once generales, entre los cuales el general Kalin Naydenov (ministro de la Guerra durante la Primera Guerra Mundial), el general Ivan Popov y el general Grigor Kyurkchiev; veintiocho jefes militares; el comandante del Ejército búlgaro en Dojran, Stefan Nerezov; el alcalde de Sofía Paskal Paskalev; el gobernador regional Nedelchev; el jefe de la Policía Kisov; tres diputados; cuatro periodistas; dos abogados; un banquero; cuatro arquitectos y una clase completa de un instituto femenino.

## Las consecuencias directas
Esa misma tarde se proclamó la ley marcial. La Liga Militar, movimiento de la extrema derecha, organizó una oleada de represiones ilegales que, no obstante, recibió la aprobación tácita del Gobierno búlgaro. Durante las dos semanas siguientes, cerca de cuatrocientas cincuenta personas fueron asesinadas sin condena judicial previa; entre las víctimas se cuentan el poeta Geo Milev y el periodista Joseph Herbst. El Gobierno de Alejandro Tsankov, por su parte, detuvo a 3.194 personas, de las que 1.182 fueron acusadas y 268 condenadas a muerte, aunque debe hacerse constar que pocas de esas sentencias fueron cumplidas.
Los líderes de la OM aparecían entre los ejecutados. Respecto de los organizadores del atentado, -Dimitar Zlatarev, Petar Abadzhiev y Nikola Petrov- lograron escapar a la Unión Soviética, pasando a través de Yugoslavia. Abandonado por su partido, Petar Zadgorski (el campanero de la catedral) se entregó a la Policía búlgara para confesar su participación.
El proceso de los responsables del atentado se sustanció ante un Tribunal Militar de Sofía, entre los días 1 y 11 de mayo. Petar Zadgorski, el teniente coronel Georgi Koev –que intentó en vano ocultar a Ivan Minkov-, y Marko Fridman, un jefe de la OM, fueron condenados a muerte. Stanke Dimitrov, Petar Abadzhiev, Dimitar Grancharov, Nikolay Petrini y Hristo Kosovski recibieron condena a la pena de muerte en rebeldía, aunque los tres últimos ya habían sido ejecutados en las semanas anteriores.
Marko Fridman, el jefe de los inculpados en el proceso, confesó que la organización había recibido el apoyo financiero y militar de la Unión Soviética, pero echaba todas las culpas a las personas de Kosta Yankov e Ivan Minkov, que, según él, habían actuado sin el conocimiento del Partido Comunista Búlgaro.